# Vandalski jezik
Vandalski jezik (ISO 639: xvn), jedan od dva istočnogermanska jezika (oba su izumrla; drugi je gotski) koji se u 5 stoljeću iza Krista govorio na području današnje Španjolske i susjednog afričkog kontinenta, u Alžiru i Tunisu. Jezik je slabo poznat jer ne postoje pisani spomenici, a po imenu plemena Vandala koji su njime govorili Andaluzija (Al-Andalus) je dobila ime.
Među vandalskim plemenima koja su iz južne Španjolske prešla u Afriku bili su i Hasdingi i Silingi.

## Vanjske poveznice
- The Vandalic Language